# Elección presidencial de Chile de 1989
La elección presidencial de Chile de 1989 se realizó el día jueves 14 de diciembre de dicho año, en paralelo con la elección parlamentaria. Ante el Servicio Electoral, se inscribieron originalmente cuatro candidatos: Francisco Javier Errázuriz Talavera, Hernán Büchi, Patricio Aylwin y Fernando Monckeberg. Sin embargo, esta última postulación fue desechada por problemas de forma y finalmente tres compitieron por la presidencia de Chile.

## Definición de candidaturas

### Concertación

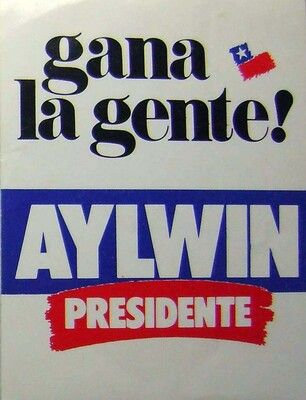
Autoadhesivo con el eslogan de campaña de Patricio Aylwin.

El candidato Aylwin se impuso en una negociación política al interior de la denominada Concertación de Partidos por la Democracia, en ese entonces integrada por 17 movimientos políticos contrarios a la dictadura militar. Sin embargo, el proceso no fue simple. La situación de cada partido fue el siguiente:
- Patricio Aylwin debió imponerse dentro del propio Partido Demócrata Cristiano ante otros dos postulantes: Eduardo Frei Ruiz-Tagle y Gabriel Valdés Subercaseaux. Fue un proceso polémico, saturado de acusaciones, incluyendo un episodio de robo de actas de votaciones internas conocido como el "Carmengate". En dicho proceso incluso se propuso a Andrés Zaldívar como candidato de consenso. Aylwin concitó finalmente el apoyo de su partido, siendo proclamado el 5 de febrero.[3]
- El Partido Radical propuso a su líder Enrique Silva Cimma, quien retiró su postulación el 10 de junio para apoyar a Patricio Aylwin.[4]
- El Partido Socialdemocracia levantó la candidatura del abogado Eugenio Velasco, quien posteriormente retiró su postulación y el 3 de julio anunció su respaldo a Aylwin.[4]
- El sector renovado del Partido Socialista (PS-Núñez) y el Partido por la Democracia, levantaron la figura de Ricardo Lagos, famoso por haber encarado al general Pinochet a través de las cámaras de televisión. Ambos partidos oficializaron el 23 de junio su apoyo a la candidatura de Aylwin.[4]
- El Partido Humanista presentó, testimonialmente, la candidatura de Laura Rodríguez, a la sazón con edad insuficiente para ser candidata. Posteriormente, en conjunto con Los Verdes, presentó a José Tomás Sáenz como su candidato.[5]
- El Partido Socialista-Almeyda proclamó a Aylwin como su candidato el 23 de junio.[4]
- También surgió la candidatura del independiente Alejandro Hales, presidente del movimiento Independientes por el No, apoyado por el sector almeydista del PS.[6]

La organización nacional, la moderación ideológica y el peso relativo en la coalición hicieron que finalmente el Partido Demócrata Cristiano decidiera la candidatura presidencial. En esta decisión pesó la instalación mediática de Patricio Aylwin cuando obtuvo la nominación previa como vocero o "primus inter pares" entre los líderes de la Concertación para el plebiscito de 1988, lo que hizo que lograra el respaldo de la coalición por sobre alternativas provenientes del mundo de la izquierda moderada como Ricardo Lagos, Alejandro Hales y Enrique Silva Cimma, que se volvieron a barajar hacia el final del proceso.
La nominación de Aylwin como candidato de la Concertación ocurrió el 6 de julio —ya el 28 de junio y el 2 de julio el Partido Alianza de Centro y el Partido Radical Socialista Democrático, respectivamente, lo había proclamado como su candidato, al igual que la Izquierda Cristiana el 4 de julio—, mientras que su proclamación se realizó el 16 de julio de 1989 en el Teatro Caupolicán, un símbolo de la resistencia democrática durante la dictadura militar, bajo el lema "Gana la gente". El 2 de agosto el Partido Amplio de Izquierda Socialista (PAIS) proclamó a Aylwin como su candidato.

### Democracia y Progreso

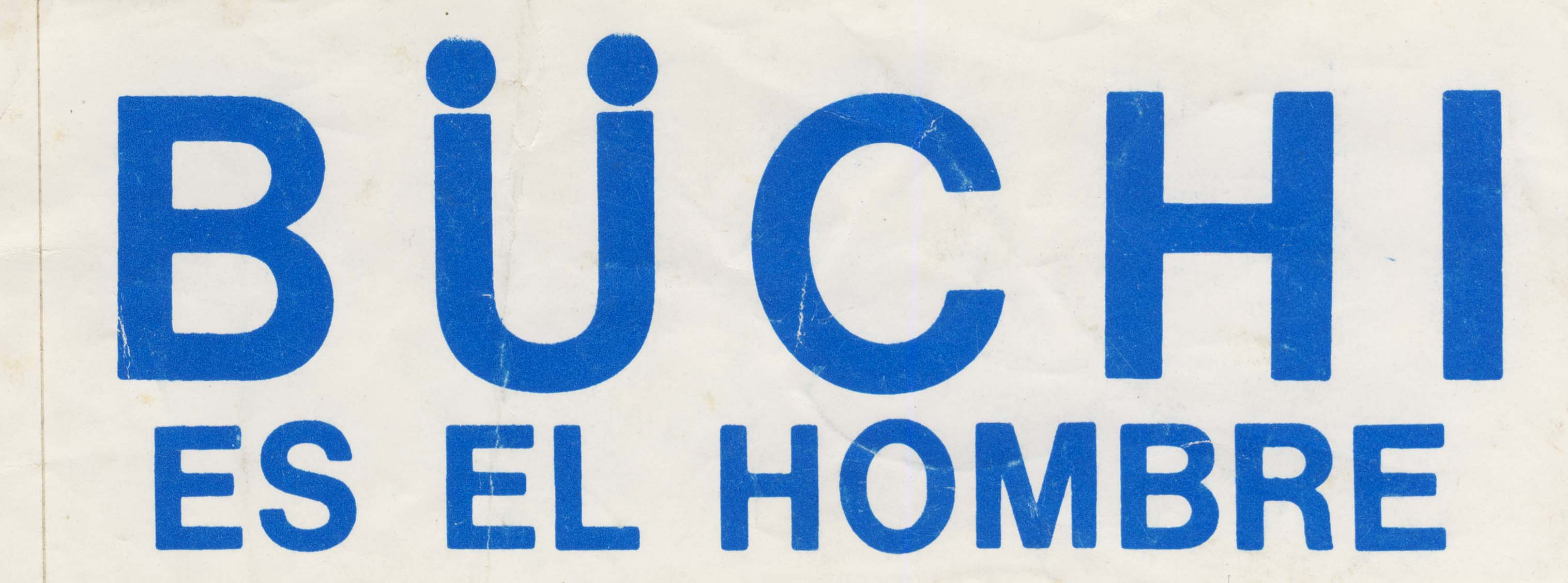
Autoadhesivo con el eslogan de campaña de Hernán Büchi.

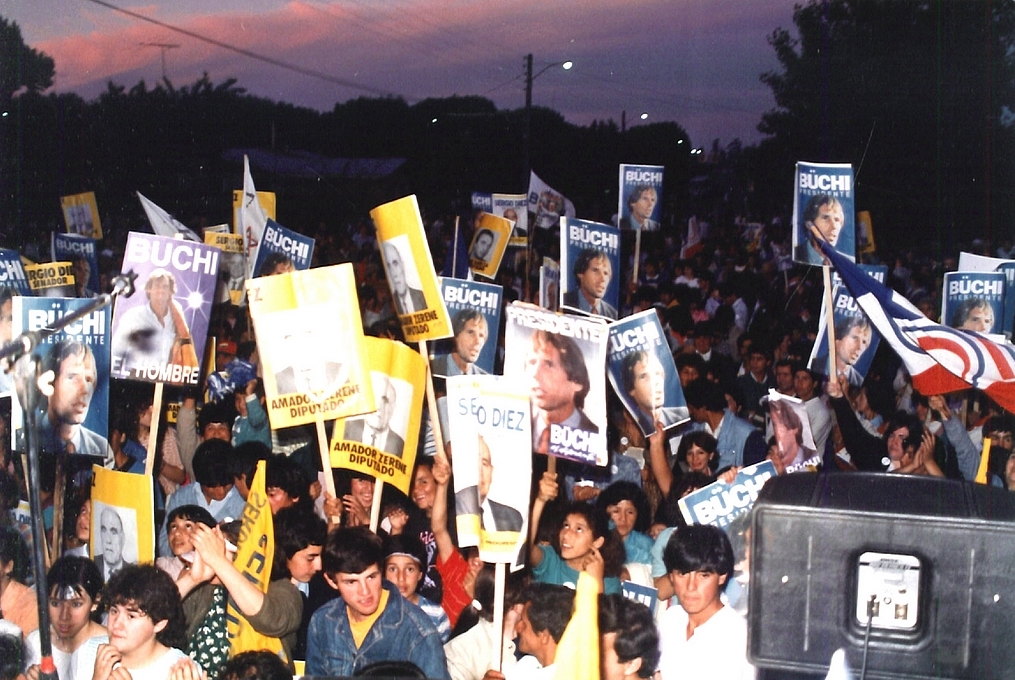
Adherentes de Büchi.

Los partidarios de la dictadura militar de Augusto Pinochet también sufrieron un largo proceso de decantamiento para designar a su candidato. La figura de Hernán Büchi, ministro de Hacienda e ideólogo de las reformas neoliberales reintroducidas en Chile tras la crisis de 1982, generaba simpatías por su imagen jovial y su estrecho vínculo con la presuntamente exitosa recuperación económica del país. Sin embargo, Büchi se negó sistemáticamente a aceptar la opción de ser candidato, y declinó hacerlo en un discurso realizado el 15 de mayo de 1989, que pasó a la historia política chilena, al reconocer que entre su personalidad y la responsabilidad que se le quería endilgar, existía una "contradicción vital", renunciando a su precandidatura.
Ante esa coyuntura, el 6 de agosto Renovación Nacional designó como su postulante al exministro del Interior Sergio Onofre Jarpa mediante una votación interna realizada el 6 de agosto donde obtuvo 272 votos a favor, 3 en contra y uno en blanco; la Democracia Radical hizo lo propio con el exsenador Julio Durán Neumann, mientras la UDI proclamó a Hernán Büchi, pese a su negativa.
Büchi finalmente aceptó ser candidato el 11 de julio, y en una negociación política, el pacto Democracia y Progreso y el partido Democracia Radical lo nombraron como su postulante bajo el lema "Büchi es el hombre". El 10 de agosto recibió el respaldo formal de Renovación Nacional, el cual le retiró el apoyo a Sergio Onofre Jarpa que le había entregado solo 4 días antes.
Su "generalísimo" de campaña fue el exministro de Pinochet y empresario Pablo Baraona, quien asume esa condición para la coordinación económica y en calidad de militante del principal partido de la coalición, Renovación Nacional. En su primera etapa dicho cargo lo asumió Sebastián Piñera, también militante de Renovación Nacional, quien no asumió dicho cargo en la candidatura definitiva.

### Francisco Javier Errázuriz Talavera
Sin embargo, la derecha no esperaba que fuese levantada una tercera opción. El empresario Francisco Javier Errázuriz Talavera llevó adelante su candidatura presidencial al margen de los partidos políticos. Declarándose independiente, afirmó "haber votado por el Sí con el corazón en el No" en el plebiscito de 1988, y buscó una plataforma cercana al centro político para captar votación. 
Fue apoyado por el Partido Liberal, el Partido Socialista Chileno (un partido instrumental que apoyó el Sí, y sin relación con el actual Partido Socialista), y el partido Avanzada Nacional, más el Partido Nacional y el Partido del Sur, todos partidos con liderazgos locales y poco alcance en los medios. El eslogan de la campaña fue: "Errázuriz, la oportunidad de un Chile digno", y su generalísimo fue Carlos Concha.

### Candidaturas fallidas
- La candidatura independiente del médico y filántropo Fernando Monckeberg Barros fue rechazada el 24 de agosto de 1989 tras su inscripción en el Servicio Electoral, por sobrepasar en sus listas de electores patrocinantes, el porcentaje permitido por Ley de patrocinantes inscritos en partidos políticos.[2]
- Se propuso en algunos medios la candidatura Independiente de Unidad Nacional del presentador de televisión Mario Kreutzberger, "Don Francisco", asociado a la obra filantrópica de la Teletón. El animador rechazó de plano la posibilidad.[14]
- Se autopostuló el abogado nacionalista Pablo Rodríguez Grez, fundador del Frente Nacionalista Patria y Libertad y profesor universitario, quien no logró recolectar las firmas de apoyo para inscribirse como independiente.
- El líder del Partido de los Jubilados, Juan Antonio Torres Araya, fue sondeado como candidato presidencial, sin embargo no logró la legalización del partido ni reunir las firmas necesarias para presentar su candidatura.[15]

## Apoyos políticos
| Pacto                                      | Partido                                    | Candidato                         |
| ------------------------------------------ | ------------------------------------------ | --------------------------------- |
| Democracia y Progreso                      | Renovación Nacional                        | Hernán Büchi (UDI)                |
| Democracia y Progreso                      | Unión Demócrata Independiente              | Hernán Büchi (UDI)                |
| Alianza de Centro                          | Democracia Radical                         | Hernán Büchi (UDI)                |
| Alianza de Centro                          | Avanzada Nacional                          | Francisco Javier Errázuriz (ind.) |
| Liberal-Socialista Chileno                 | Partido Liberal                            | Francisco Javier Errázuriz (ind.) |
| Liberal-Socialista Chileno                 | Partido Socialista Chileno                 | Francisco Javier Errázuriz (ind.) |
| Fuera de pacto                             | Partido Nacional                           | Francisco Javier Errázuriz (ind.) |
| Fuera de pacto                             | Partido del Sur                            | Francisco Javier Errázuriz (ind.) |
| Fuera de pacto                             | Partido Comunista de Chile                 | Patricio Aylwin (PDC)             |
| Unidad para la Democracia                  | Partido Amplio de Izquierda Socialista     | Patricio Aylwin (PDC)             |
| Unidad para la Democracia                  | Partido Radical Socialista Democrático     | Patricio Aylwin (PDC)             |
| Concertación de Partidos por la Democracia | Partido Demócrata Cristiano                | Patricio Aylwin (PDC)             |
| Concertación de Partidos por la Democracia | Partido por la Democracia                  | Patricio Aylwin (PDC)             |
| Concertación de Partidos por la Democracia | Partido Radical                            | Patricio Aylwin (PDC)             |
| Concertación de Partidos por la Democracia | Partido Social Democracia Chilena          | Patricio Aylwin (PDC)             |
| Concertación de Partidos por la Democracia | Partido Socialista (facción Almeyda)       | Patricio Aylwin (PDC)             |
| Concertación de Partidos por la Democracia | Partido Socialista (facción Arrate)        | Patricio Aylwin (PDC)             |
| Concertación de Partidos por la Democracia | Partido Socialista (facción Mandujano)     | Patricio Aylwin (PDC)             |
| Concertación de Partidos por la Democracia | Partido Socialista (facción Histórico)     | Patricio Aylwin (PDC)             |
| Concertación de Partidos por la Democracia | Unión Socialista Popular                   | Patricio Aylwin (PDC)             |
| Concertación de Partidos por la Democracia | Partido Democrático Nacional               | Patricio Aylwin (PDC)             |
| Concertación de Partidos por la Democracia | Movimiento de Acción Popular Unitaria      | Patricio Aylwin (PDC)             |
| Concertación de Partidos por la Democracia | MAPU Obrero Campesino                      | Patricio Aylwin (PDC)             |
| Concertación de Partidos por la Democracia | Izquierda Cristiana                        | Patricio Aylwin (PDC)             |
| Concertación de Partidos por la Democracia | Partido Humanista                          | Patricio Aylwin (PDC)             |
| Concertación de Partidos por la Democracia | Los Verdes                                 | Patricio Aylwin (PDC)             |
| Concertación de Partidos por la Democracia | Partido Alianza de Centro Nacional-Liberal | Patricio Aylwin (PDC)             |

## Eslóganes de campaña
- Hernán Büchi Buc:
  - Büchi es el hombre
  - Büchi es diferente
- Francisco Javier Errázuriz Talavera:
  - Errázuriz, la oportunidad de un Chile digno
  - Errázuriz, hombre de palabra
  - No más bla bla. Vote por Fra Fra
- Patricio Aylwin Azócar:
  - Gana la gente. Aylwin presidente
  - Aylwin. La patria justa y buena para todos
  - Aylwin. Presidente de todos los chilenos

## Debate
|                               |               |               |   |   |    |
| Canal 13 9 de octubre de 1989 | Metropolitana | Hernán Precht | P | P | NI |

El único debate presidencial se realizó en los estudios centrales de Canal 13 el día 9 de octubre de 1989, siendo moderado por Hernán Precht y participando los periodistas Rosario Guzmán Errázuriz, Bernardo de la Maza, Raquel Correa y Claudio Sánchez Venegas, cuyo rol era el de realizar preguntas a los candidatos Hernán Büchi y Patricio Aylwin.
El debate, que fue el primero en ser televisado en la historia de Chile y de Latinoamérica, no contó con la intervención del candidato Francisco Javier Errázuriz, ya que según explicaría posteriormente Claudio Sánchez «podíamos hacer un debate con cuatro candidatos, pero con tres era más complicado» (aludiendo a la candidatura rechazada de Fernando Monckeberg). Según Sánchez, la ausencia de Errázuriz en el debate se compensó con la dedicación de un programa adicional del espacio Decisión 89 a la candidatura del empresario.

## Encuestas

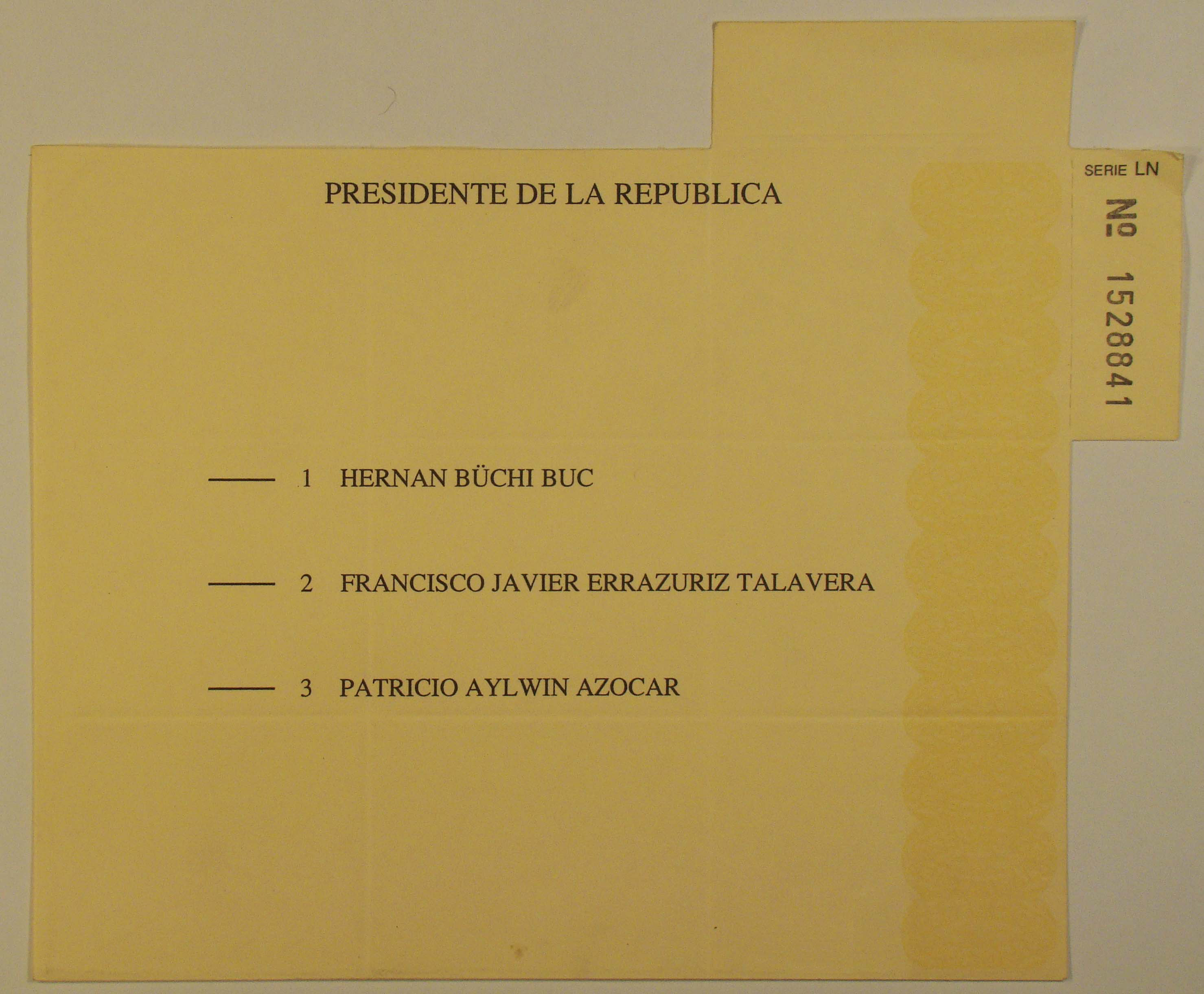
Voto utilizado en la elección.

| Encuesta              | Fecha                                | Aylwin | Büchi  | Errázuriz | Blanco Nulo |
| --------------------- | ------------------------------------ | ------ | ------ | --------- | ----------- |
| CERC                  | 7-1989                               | 53,8 % | 28,3 % | 9 %       |             |
| Carta Confidencial    | 8-9-1989                             | 43,8 % | 35,2 % | 13,2 %    |             |
| CEP/Adimark           | 20 de octubre-1989                   | 47,4 % | 30,2 % | 11,4 %    | 3,5 %       |
| Gemines               | 23 de octubre-1989                   | 58,3 % | 28,7 % | 8,4 %     |             |
| FLACSO                | 25 de octubre-1989                   | 52,5 % | 28,7 % | 8,7 %     |             |
| CERC                  | Noviembre de 1989-1989               | 56,4 % | 27,5 % | 14,1 %    | 2 %         |
| Comando H. Büchi      | 17 de noviembre-1989                 | 34,5 % | 39,3 % | 9,1 %     |             |
| Gemines               | 17 de noviembre/24 de noviembre-1989 | 56 %   | 28,7 % | 12,6 %    |             |
| CIS                   | 18-11-1989                           | 56,8 % | 22,8 % | 8,6 %     |             |
| CERC                  | 24 de noviembre-1989                 | 56 %   | 31,2 % | 9,8 %     |             |
| Sevac                 | 8 de diciembre-1989                  | 40,6 % | 30,1 % | 12,7 %    |             |
| Investmerk            | 8 de diciembre-1989                  | 42,6 % | 33,2 % | 12,1 %    |             |
| Consultores Asociados | 9 de diciembre-1989                  | 50,8 % | 34,4 % | 10,7 %    |             |
| Gallup                | 11 de diciembre-1989                 | 50,9 % | 28,5 % | 20,6 %    |             |
| Gemines               | 11 de diciembre-1989                 | 55,9 % | 29,1 % | 12,4 %    |             |
| Investigaciones       | 11 de diciembre-1989                 | 44 %   | 31 %   | 19 %      |             |
| Bestland              | 12 de diciembre-1989                 | 42,9 % | 25,6 % | 9,8 %     |             |
| CERC                  | 12 de diciembre-1989                 | 57 %   | 25 %   | 16 %      |             |

## Resultados

### Nacional
El jueves 14 de diciembre de 1989, los chilenos eligieron democráticamente a su nuevo presidente, con el siguiente resultado: 55,2 % de los votos para Aylwin, el 29,4 % para Büchi, y el 15,4 % para Francisco Javier Errázuriz. Tras conocerse los resultados, los candidatos Errázuriz y Büchi —acompañado este último de su jefe de campaña, Pablo Baraona— se desplazaron al Hotel Plaza San Francisco, ubicado en la capital chilena, para felicitar al presidente electo por su victoria.
El detalle de los resultados son los siguientes:
|  | 55,17 % |

|  | 29,40 % |

|  | 15,43 % |

### Por región
De acuerdo al orden de aparición en la papeleta de votación:
| Candidato                   | Candidato                   | Tarapacá | Tarapacá | Antofagasta | Antofagasta | Atacama      | Atacama      | Coquimbo  | Coquimbo  | Valparaíso | Valparaíso | Metropolitana | Metropolitana | O'Higgins | O'Higgins |
| --------------------------- | --------------------------- | -------- | -------- | ----------- | ----------- | ------------ | ------------ | --------- | --------- | ---------- | ---------- | ------------- | ------------- | --------- | --------- |
|                             | Hernán Büchi                | 52 293   | 31,52 %  | 52 023      | 24,84 %     | 33 856       | 30,3 %       | 75 795    | 30,67 %   | 219 152    | 28,96 %    | 874 649       | 31,3 %        | 109 155   | 29,65 %   |
|                             | Francisco Errázuriz         | 31 224   | 18,82 %  | 36 710      | 17,53 %     | 10 094       | 9,03 %       | 30 020    | 12,15 %   | 139 505    | 18,43 %    | 350 210       | 12,53 %       | 43 072    | 11,7 %    |
|                             | Patricio Aylwin             | 82 387   | 49,66 %  | 120 679     | 57,63 %     | 67 803       | 60,67 %      | 141 318   | 57,18 %   | 398 096    | 52,61 %    | 1 569 524     | 56,17 %       | 215 945   | 58,65 %   |
| Total de votos válidos      | Total de votos válidos      | 165 904  | 97,32 %  | 209 412     | 97,59 %     | 111 753      | 97,48 %      | 247 133   | 96,94 %   | 756 753    | 97,68 %    | 2 794 383     | 97,91 %       | 368 172   | 97,31 %   |
| Votos nulos                 | Votos nulos                 | 2833     | 1,66 %   | 3191        | 1,49 %      | 1385         | 1,21 %       | 3915      | 1,54 %    | 10 482     | 1,35 %     | 36 799        | 1,29 %        | 5174      | 1,37 %    |
| Votos en blanco             | Votos en blanco             | 1739     | 1,02 %   | 1980        | 0,92 %      | 1501         | 1,31 %       | 3881      | 1,52 %    | 7478       | 0,97 %     | 22 729        | 0,8 %         | 4996      | 1,32 %    |
| Total de sufragios emitidos | Total de sufragios emitidos | 170 476  | 100 %    | 214 583     | 100 %       | 114 639      | 100 %        | 254 929   | 100 %     | 774 713    | 100 %      | 2 853 911     | 100 %         | 378 342   | 100 %     |
| Candidato                   | Candidato                   | Maule    | Maule    | Biobío      | Biobío      | La Araucanía | La Araucanía | Los Lagos | Los Lagos | Aisén      | Aisén      | Magallanes    | Magallanes    |           |           |
|                             | Hernán Büchi                | 125 695  | 28,47 %  | 223 677     | 24,91 %     | 112 964      | 28,61 %      | 137 360   | 28,99 %   | 11 556     | 31,01 %    | 23 941        | 29,55 %       |           |           |
|                             | Francisco Errázuriz         | 63 944   | 14,49 %  | 168 792     | 18,8 %      | 95 654       | 24,23 %      | 94 466    | 19,93 %   | 5 319      | 14,27 %    | 8 162         | 10,07 %       |           |           |
|                             | Patricio Aylwin             | 251 809  | 57,04 %  | 505 439     | 56,29 %     | 186 200      | 47,16 %      | 242 071   | 51,08 %   | 20 390     | 54,72 %    | 48 910        | 60,37 %       |           |           |
| Total de votos válidos      | Total de votos válidos      | 441 448  | 97,15 %  | 897 908     | 97,07 %     | 394 818      | 96,65 %      | 473 897   | 97,04 %   | 37 265     | 97,3 %     | 81 013        | 98,17 %       |           |           |
| Votos nulos                 | Votos nulos                 | 7170     | 1,58 %   | 15 572      | 1,68 %      | 7927         | 1,94 %       | 7801      | 1,60 %    | 508        | 1,33 %     | 874           | 1,06 %        |           |           |
| Votos en blanco             | Votos en blanco             | 5794     | 1,28 %   | 11 578      | 1,25 %      | 5753         | 1,41 %       | 6649      | 1,36 %    | 525        | 1,37 %     | 634           | 0,77 %        |           |           |
| Total de sufragios emitidos | Total de sufragios emitidos | 454 412  | 100 %    | 925 058     | 100 %       | 408 498      | 100 %        | 488 347   | 100 %     | 38 298     | 100 %      | 82 521        | 100 %         |           |           |

### Por mesas de varones y mujeres
| Candidato              | Candidato                           | Votos     | Votos   | Votos     | Votos   |
| Candidato              | Candidato                           | Varones   | %       | Mujeres   | %       |
| ---------------------- | ----------------------------------- | --------- | ------- | --------- | ------- |
|                        | Hernán Büchi Buc                    | 870 551   | 26,01 % | 1 181 565 | 32,53 % |
|                        | Francisco Javier Errázuriz Talavera | 500 648   | 14,96 % | 576 524   | 15,87 % |
|                        | Patricio Aylwin Azócar              | 1 976 409 | 59,04 % | 1 874 162 | 51,6 %  |
| Total de votos válidos | Total de votos válidos              | 3 347 608 | 47,96 % | 3 632 251 | 52,04 % |